# Jacques Lavergne
 (novembre 2013).
Si vous disposez d'ouvrages ou d'articles de référence ou si vous connaissez des sites web de qualité traitant du thème abordé ici, merci de compléter l'article en donnant les références utiles à sa vérifiabilité et en les liant à la section « Notes et références ».
Pour les articles homonymes, voir Lavergne.
Jacques Lavergne (né à Issy-les-Moulineaux le 17 janvier 1921 et mort à Montreuil le 8 août 2008) est un illustrateur et dessinateur de presse français.

## Biographie
Jacques Lavergne commence sa carrière comme journaliste avant de devenir dessinateur humoriste après la Seconde Guerre mondiale. 
Il est publié dans un grand nombre de titres de la presse : Blagues, Franc-rire, Ici Paris, Le Hérisson, lAlmanach Vermot, Paris-Dimanche, Paris-Flirt, La Casserole, La Canebière, Le Rire, Marius, Le Hérisson , Nous Deux, L’Écho de la mode, Ouest France, Le Chasseur français, La Vie du Rail, La Vie catholique, Ridendo, Le Figaro littéraire, Femme actuelle, en Belgique, Le soir, et le Pourquoi pas, etc.
Il est également affichiste publicitaire et auteur de plusieurs albums.
Sa signature évolue au fil de sa carrière et comporte autant d’oiseaux qu’il aura de femmes et d’enfants.

## Albums
- Bourreaux de parents, Rouff (1956)
- Ma tribu, les autres et moi, Rouff (1957)
- La concierge est dans l'escalier, Rouff (1958)
- Quelle vie qu'on vit, Pretty Communications (1989)

## Autres
- Johny, Tutur et moi (Romé Carlès), 33 illustrations, Paris, Rouff in-12 (1965)
- L'Hôpital en délire (Armand Isnard), illustrations, Zélie in-8 (1993)